# X-Men 2: Clone Wars
X-Men 2: Clone Wars (иногда используется сокращение — XM2, с англ. — «Люди Икс 2: Война клонов») — видеоигра в жанре платформер, разработанная компанией HeadGames и изданная Sega Enterprises для игровой платформы Sega Mega Drive/Genesis в 1995 году. Является продолжением игры 1993 года X-Men и основывается на серии комиксов о Людях Икс, в частности на сюжетной арке  «Союз против Фаланги».

## Сюжет
Могущественная техно-органическая инопланетная раса, известная как Фаланга (англ. Phalanx), собирается захватить Землю. Она начинает заражать всё вокруг и создавать армию клонов, чтобы использовать последних для захвата планеты. Однако Люди Икс встали на пути господства Фаланги. Объединившись со своим давним врагом Магнето, они должны остановить захватчиков.

## Геймплей

Кадр из игры

Игра представляет собой платформер с двухмерной графикой. На уровнях представлены вертикальный («высота» локаций равна их «длине») и горизонтальный («длина» локаций превосходит их «высоту») сайд-скроллинг. Некоторые из уровней построены с использованием изометрической проекции (псевдотрёхмерность).
Уровни выполнены в виде замкнутых локаций (база в Сибири, стройка Роботов-Стражей, развалины в горах, космическая станция), на которых присутствует множество врагов. Основная задача на уровне заключается в том, чтобы пройти его от начала до конца. В конце некоторых уровней находятся боссы; иногда для босса отводится отдельный уровень. В игре также присутствуют логические элементы: например, на втором уровне нужно разбивать консоли управления, чтобы открывать шлюз-двери.
Персонажи игры — герои комиксов Marvel: Гамбит, Зверь, Ночной Змей, Псайлок, Росомаха и Циклоп (позднее к ним присоединяется Магнето). Каждый из персонажей обладает различными способностями и спецприёмами: например, Циклоп может выпускать из глаз энергетический луч, Ночной Змей — телепортироваться, Росомаха — использовать адамантиевые когти и исцеляющий фактор, а Магнето — зависать в воздухе и атаковать зарядами плазмы. Магнето является наиболее слабым из героев (хотя появляется как босс на одном из уровней), а Зверь — наиболее сильным; при этом Магнето может поражать врагов издалека, а Зверь — только с близкого расстояния.
Враги в игре отличаются большим разнообразием и индивидуальны для каждого уровня. Это летающие роботы, ниндзя, вооружённые стражники и т. д.; как правило, они не отличаются большим запасом здоровья, но многочисленны. В качестве боссов выступают злодеи Эксодус, Магнето, Таск, Апокалипсис, Мастер Брейн (англ. Brainchild), Птица Смерти и клоны Фаланги. Запас здоровья последних значительно превышает показатели обычных врагов и самих персонажей; боссы нередко используют собственные спецприёмы, наносящие большой урон.
Полезные предметы, встречающиеся на уровнях, пополняют здоровье героев и напоминают нить ДНК разных размеров; количество получаемого здоровья зависит от длины этой нити (короткая восстанавливает одно очко здоровья, длинная - три, а блестящая длинная восстанавливает здоровье до максимума). Этот предмет попадается на уровнях нечасто, а иногда находится в различных тайниках.
Отличительной особенностью игры является наличие индикатора (так называемого ability bar), демонстрирующего уровень доступной «энергии» для выполнения спецприёма («сверхспособности») — телепортации на большое расстояние (для Ночного Змея), сильного удара когтями (для Росомахи) или мощного энергетического луча (для Циклопа), броска бо́льшим количеством карт (для Гамбита) и т. д. После выполнения спецприёма уровень «энергии» снижается, — причём чем сильнее (или продолжительнее) применённая способность, тем меньше его значение. Энергия для спецприёмов пополняется самостоятельно в течение уровня.

## Оценки
Оценки игры критиками и игроками были в основном положительными. Например, американский журнал GamePro и информационный сайт All Game Guide поставили игре оценку 4 балла из 5 возможных. Игровые журналы Video Games & Computer Entertainment и Electronic Gaming Monthly оценили игру соответственно в 8 и 6,8 баллов из 10. Рецензенты, сравнивая X-Men 2: Clone Wars с предыдущей частью (X-Men) отнесли к достоинствам игры интересный игровой процесс (в частности, возможность использовать способности героев), качественное графическое оформление уровней и прорисовку персонажей, а также плавную анимацию. Среди недостатков были названы звуковое сопровождение и высокая сложность игры. Последнюю критики объясняют малым количеством дополнительных жизней у персонажей и полезных предметов на уровнях.
Информационный сайт Sega-16.com оценил игру достаточно высоко — в 8 баллов из 10 возможных. Среди достоинств рецензенты выделили разнообразие способностей и героев, фактор повторного прохождения (англ. Replay Value), плавную анимацию и удобное управление. Также критикам понравилось, что графическая стилистика игры и серии комиксов о Людях Икс сходны между собой, при том что наличие различных индивидуальных элементов в игре, отличных от встречающихся в оригинальных комиксах (в том числе сюжетная линия и некоторые способности героев), «отличает её от остальных». Однако было отмечено, что большинство уровней «подстроены» под прохождение только одним персонажем. Иными словами, тот или иной уровень проходится одним персонажем легче, чем другим: к примеру, Росомаха, по мнению рецензентов, наиболее «приспособлен» для шестого уровня, в то время как Гамбит — наименее. Недостатками игры были названы высокая сложность, большое количество уровней (22), отсутствие системы паролей (из-за чего игру каждый раз нужно начинать сначала). Дизайн уровней, персонажей и противников был оценён в основном положительно (наиболее позитивную реакцию вызвала прорисовка фонов), однако, по замечаниям критиков, некоторые уровни визуально воспринимаются хуже (так как имеют высокую контрастность), а персонажи выполнены в «интересном», но «обычном» стиле, что «не выделяет их среди героев других игр». Звуковое и музыкальное сопровождение также получили смешанные отзывы — качество их исполнения было названо «высоким», но «не настолько, чтобы впечатлить и запомниться надолго»; хотя рецензенты добавили, что музыка хорошо передаёт атмосферу того или иного уровня. В целом игра была названа «достаточно хорошей».
Информационная база данных компьютерных игр All Game Guide отметила среди достоинств игры графическое исполнение персонажей (лучшую детализацию), дизайн уровней и возможность выбирать между бо́льшим количеством персонажей (чем в предыдущей игре серии), обладающих разнообразными способностями. Критикам также понравилась способность некоторых героев перемещаться по стенам и потолку, что позволяет добираться до недоступных предметов. При этом рецензенты указали и недостатки игры — высокую сложность и неудобное управление персонажами (в частности, во время выполнения некоторых движений — например, прыжков). Звуковое сопровождение было названо «обычным», не выделяющим игру среди остальных. В то же время, подводя итог, критики назвали игру «одной из лучших игр о супергероях для приставки Sega».
Сайт Honest Gamers поставил игре оценку 7 баллов из 10. Было отмечено, что игра «могла бы быть действительно уникальной». Рецензенты положительно оценили наличие индивидуальных способностей героев и удобное управление (осуществляемое «тремя кнопками»). При этом среди недостатков были выделены дизайн персонажей и звуковое сопровождение, наличие индикатора, ограничивающего силу спецприёмов персонажей (когда его значение равно нулю, герой не может выполнить спецприём) и неудачное «вступление» в игру (герой оказывается на первом уровне сразу после её запуска, а начальная заставка и экран выбора персонажей появляются лишь после прохождения первого уровня). Дизайн уровней получил смешанные отзывы — высокая детализация и цветовая палитра, соответствующая тому или иному уровню, были встречены положительно, однако графическое исполнение некоторых локаций (таких как База в Сибири и Фабрика Стражей) было охарактеризовано как «обыденное» и скучное; рецензенты сравнили дизайн этих локаций с дизайном уровней в играх для приставки NES, изданных задолго до релиза X-Men 2.
Основываясь на рецензиях Sega-16.com и EGM, информационный сайт GameRankings.com поставил игре оценку 70 баллов из 100.

## Отменённое продолжение
В качестве продолжения данной игры планировалась разработка игры X-Women с женским составом Людей-Икс. Однако разработка игры была отменена по неизвестным причинам.